# Russell Bentley
Russell Bonner Bentley III, en ruso: Рассел Бентли Russian (Austin, 20 de junio de 1960 – Donetsk, 8 de abril de 2024), también conocido como Texas, en ruso: Техас, romanizado: Tejas, y Donbass Cowboy [Vaquero del Donbass], fue una figura estadounidense a favor de la República Popular de Donetsk y a favor de Rusia en la guerra del Donbass y la invasión rusa de Ucrania. Bentley fue inicialmente un combatiente del bando prorruso en el Donbás y también se convirtió en un popular youtuber, hasta que su canal fue eliminado a principios de 2022. Además, trabajó para la agencia de noticias estatal rusa Sputnik como corresponsal de guerra. Antes de sus actividades en el Donbás, Bentley era un activista de la marihuana, que se había presentado como candidato al Senado de Estados Unidos, y un narcotraficante convicto, que había pasado cinco años en prisión.
Bentley se convirtió en ciudadano ruso por naturalización en 2020 y fue asesinado por soldados rusos en abril de 2024 en la ciudad ucraniana de Donetsk, ocupada por Rusia.

## Biografía

### Primeros años de vida
Bentley nació en 1960 en Austin, en el seno de una familia adinerada, y creció en la afluente ciudad de Highland Park (Texas), hasta los ocho años. Cuando era adolescente, Bentley comenzó a leer literatura de izquierdas y se convirtió en socialista. Se describía a sí mismo como la «oveja negra» de su familia, debido a su interés y apoyo a las causas izquierdistas. A los 16 años, asistió a la escuela secundaria durante un semestre antes de abandonarla. Más tarde, Bentley obtuvo su GED y, a los 20 años, su padre lo convenció para unirse al Ejército de los EE. UU. Sirvió en el ejército durante tres años, destinado en Luisiana y Alemania. Después de ser dado de baja honorablemente del ejército, se mudó a South Padre Island, donde estuvo de fiesta durante años, trabajó como camarero y tocaba la guitarra en un grupo llamado Asbestos Band, cuyo repertorio consistía en una mezcla de versiones de otros artistas. En esa época, Bentley era conocido como «Bongo».

### Activismo a favor de la marihuana, encarcelamiento, fugitivo
En 1990, Bentley siguió a una novia y se mudó a Mineápolis, donde inicialmente trabajó como leñador. Bentley pronto se convirtió en un activista promarihuana, uniéndose a la Organización Nacional para la Reforma de las Leyes de Marihuana y al Grassroots Party a favor de la legalización. A los 30 años, en las elecciones de 1990, se presentó como candidato de tercer partido al Senado de los Estados Unidos por el Grassroots Party en Minnesota, obteniendo el 1,65% de los votos. A mediados de la década de 1990, Bentley también visitaría la Cuba comunista, donde profundizó sus convicciones izquierdistas, convirtiéndose en comunista.
Bentley también había comenzado a vender marihuana, y en febrero de 1996 la policía realizó una redada en casa de Bentley y fue arrestado por tráfico de marihuana. Recibió una condena de cinco años y tres meses. Aunque debía ser liberado a finales de 1999, en agosto de 1999 Bentley escapó de la prisión. Durante los siguientes años, Bentley vivió como fugitivo, la mayor parte del tiempo en el estado de Washington. Participó en el levantamiento antiglobalización contra la conferencia de la Organización Mundial del Comercio en Seattle en 1999, describiéndolo como «la última vez que me sentí realmente orgulloso de ser estadounidense». En 2007, Bentley fue capturado y enviado a una prisión de máxima seguridad para cumplir el resto de su condena. Fue liberado de prisión el verano siguiente y permaneció bajo libertad supervisada, que incluía la prohibición de consumir intoxicantes y un programa de 12 pasos, hasta 2012. En 2014, Bentley trabajaba como arborista en Round Rock (Texas).

### Actividades prorrusas en el Donbás
En 2014 Bentley seguía activamente la guerra que estalló en el Donbás. Tras el ataque aéreo ucraniano en el centro de Lugansk, el 2 de junio de 2014, Bentley se conmovió al ver un vídeo de una joven herida de muerte. A pesar de no hablar ruso, Bentley decidió viajar para participar en el conflicto armado contra las fuerzas ucranianas, a las que consideraba responsables de matar a la gente del Donbás. Rompió con su novia, instructora de yoga, dejó su trabajo como tasador en una empresa de poda de árboles y llegó a Donetsk el 7 de diciembre de 2014. Bentley utilizó plataformas de financiación colectiva para financiar su participación en la guerra ruso-ucraniana, creando una campaña GoFundMe, titulada «Misión de investigación al Donbass» para financiar sus actividades. La BBC publicó un artículo sobre Bentley en julio de 2017, titulado «El soldado comunista que utiliza sitios de beneficencia para financiar su guerra». En el Donbass, Bentley adquirió rápidamente el apodo de «Texas», descrito por Benoît Vitkine de Le Monde como un «nom de guerre». También era conocido como el «Vaquero del Donbass», con la palabra «Donbass» estaba escrita con ortografía rusa en lugar de ucraniana.
Bentley decidió luchar por la República Popular de Donetsk, percibiéndolo como una «batalla contra el fascismo», impulsado por su deseo declarado de tomar posición contra lo que consideraba «injusticias en Ucrania». The Independent escribió que su participación «pone de relieve las complejas motivaciones que subyacen a la participación extranjera en el conflicto». Bentley luchó para el Batallón Vostok y el Batallón XAH Spetsnaz en 2014, 2015 y 2017. En 2015, Bentley comenzó a hacer vídeos para YouTube y se concentraría en estas actividades después de dejar la lucha activa en 2017.
En 2017 Bentley recibió un pasaporte de la República Popular de Donetsk y más tarde la ciudadanía rusa completa en 2020. Al comienzo de la invasión rusa de Ucrania en 2022, Bentley hizo un video de YouTube en el que afirmaba que él, junto con los soldados rusos que lo rodeaban, «golpearían con fuerza» a Ucrania. El vídeo se volvió viral antes de ser eliminado por YouTube y el canal de Bentley fue eliminado de YouTube poco después. Durante los siguientes dos años, Bentley se centraría en su trabajo en los medios de comunicación estatales rusos y en los canales de redes sociales.

### Desaparición y muerte
Se informó de la desaparición de Bentley el 8 de abril de 2024 en la región de Petrovsky de Donetsk. Su esposa dijo que había sido detenido por personal militar ruso no identificado. La campaña para encontrar a Bentley continuó durante los siguientes 11 días, pero el 19 de abril el Batallón Vostok confirmó la muerte de Bentley a través de las redes sociales. Alexander Jodakovsky, un alto mando del batallón Vostok, exigió en su canal de Telegram que se castigara a quienes mataron a Russell Bentley, pero luego borró el mensaje. Según Stephen Hall, investigador de asuntos rusos en la Universidad de Bath, «el escenario más probable es que [Bentley] fuera asesinado por soldados rusos que lo confundieron con un espía estadounidense». Al Jazeera 360 documentó la historia de Bentley en A Diary of a Fighter.
En septiembre de 2024, cuatro militares rusos, Vitaly Vasnyatsky, Vladislav Agaltsev, Vladimir Bazhin y Andrey Yordanov, fueron acusados de abuso de autoridad que resultó en la muerte de Bentley (artículo 286 del Código Penal), profanación de su cuerpo (artículo 244) y encubrimiento de delitos (artículos 33 y 316). El Comité de Investigación de Rusia determinó que Agaltsev y Yordanov mataron a Bentley el 8 de abril, colocaron su cuerpo en un vehículo que posteriormente fue volado en un intento de encubrir el asesinato, y luego trasladaron sus restos a otro lugar, con la ayuda de los otros dos soldados.  Se dice que los sospechosos son miembros de la 5ª Brigada Separada de Fusileros Motorizados del Ejército ruso, con base en la región de Donetsk y bajo el mando del mayor general Pavel Klimenko.